# Ondal
Ondal là một thị trấn thống kê (census town) của quận Barddhaman thuộc bang Tây Bengal, Ấn Độ.

## Nhân khẩu
Theo điều tra dân số năm 2001 của Ấn Độ, Ondal có dân số 19.504 người. Phái nam chiếm 53% tổng số dân và phái nữ chiếm 47%. Ondal có tỷ lệ 75% biết đọc biết viết, cao hơn tỷ lệ trung bình toàn quốc là 59,5%: tỷ lệ cho phái nam là 81%, và tỷ lệ cho phái nữ là 68%. Tại Ondal, 11% dân số nhỏ hơn 6 tuổi.